# Skaill House

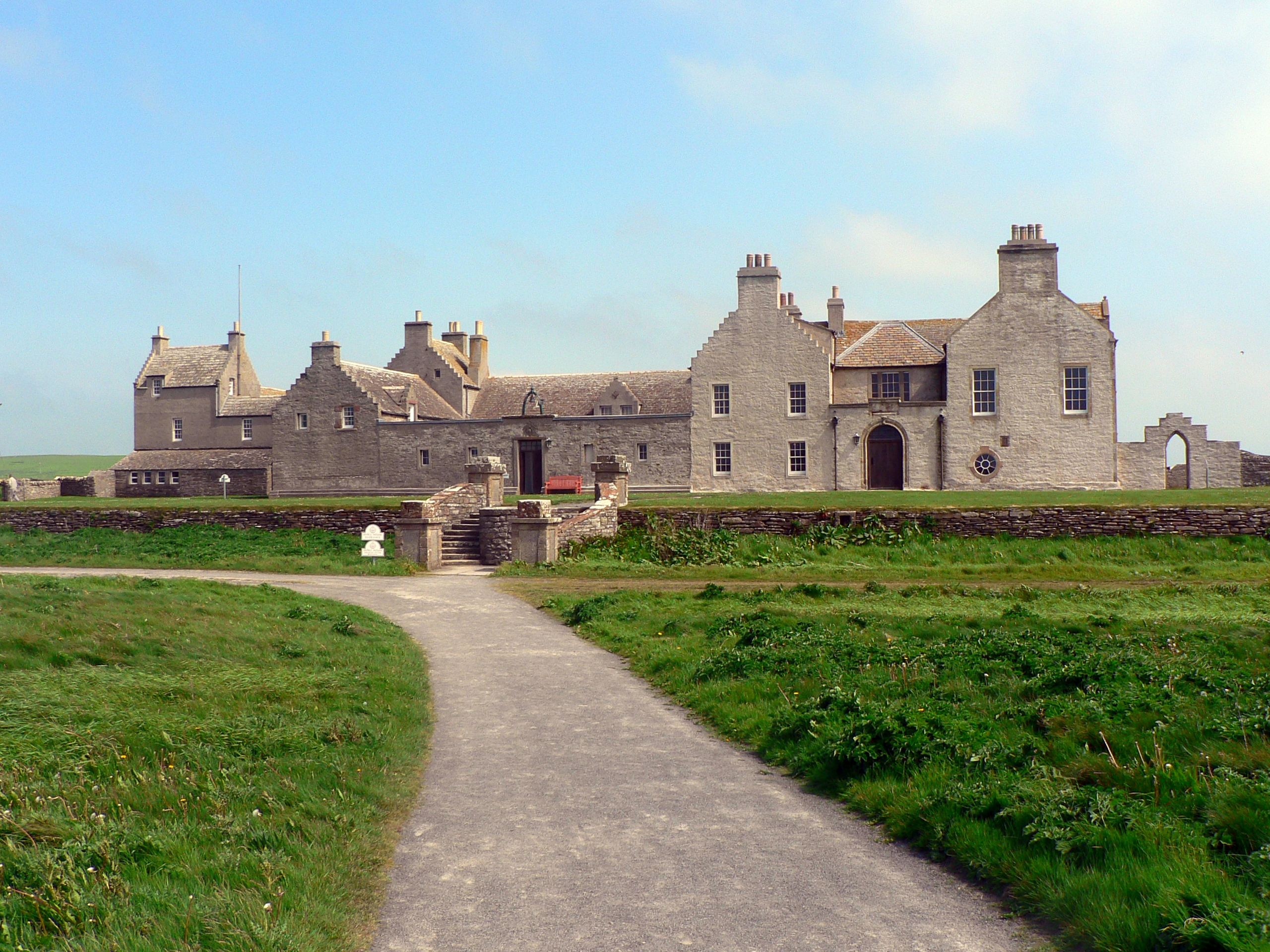
Skaill House

Skaill House ist ein Herrenhaus auf der schottischen Orkneyinsel Mainland. 1977 wurde das Bauwerk in die schottischen Denkmallisten in der Kategorie A aufgenommen.

## Geschichte
Die unweit des Herrenhauses gelegene Anlage Skara Brae belegt schon eine jungsteinzeitliche Nutzung der Ländereien. Verschiedene Funde aus der Bronze- und Eisenzeit zeigen eine fortdauernde Besiedlung. Die Bezeichnung Skaill leitet sich von dem altnordischen Ausdruck für „Halle“ ab. Auch die Namen aller umliegenden Höfe leiten sich aus dieser Sprache ab, weshalb davon ausgegangen wird, dass die Ländereien bereits seit über 1000 Jahren dauerhaft besiedelt sind.
Nach der Hinrichtung von Patrick Stewart, 2. Earl of Orkney wegen Hochverrats im Jahre 1615 fielen die Ländereien dem Bischof von Orkney zu. Bischof George Graham errichtete dort in den 1620er Jahren ein schlichtes Herrenhaus. Grahams Sohn wurde Laird von Orkney und das Anwesen wurde von diesem Zeitpunkt an in der Linie der Lairds von Orkney vererbt. Über die Jahrhunderte wurde das Gebäude mehrfach erweitert. 1997 wurde das Skaill House nach sechsjähriger Restaurierungsphase eröffnet. Es kann als Ferienwohnung oder zu Empfängen und Veranstaltungen angemietet werden.

## Beschreibung
Das Herrenhaus liegt isoliert nahe der Westküste von Mainland an der Bay of Skaill in der Nähe von Skara Brae und der St Peter’s Kirk. Der im frühen 17. Jahrhundert erbaute, älteste Gebäudeteil umschloss drei Seiten eines Hofes. Die einzelnen Gebäudeteile sind meist zweistöckig und ihre Fassaden sind mit Harl verputzt. Teiles sind die Giebel als Staffelgiebel gearbeitet. Im Norden schließen sich Stallungen an. Der Südflügel ist teilweise auf einem Friedhof aus der Vor-Wikingerzeit gebaut.